# Фарго (сезон 5)
Пятый сезон телесериала «Фарго» (англ. Fargo) в жанре криминальной драмы и чёрной комедии, создателем и автором которого является Ной Хоули, был анонсирован в феврале 2022 года. Премьера состоялась 21 ноября 2023 года. Главные роли в сезоне сыграли Джон Хэмм, Джуно Темпл и Дженнифер Джейсон Ли.

## Сюжет
Сценарий пятого сезона построен на традиционном для шоу смешении криминальной драмы и чёрной комедии. Жизнь ставит перед героями два вопроса: «Когда похищение ребенка не считается похищением?» и «Что если твоя жена — не твоя жена?». Действие сезона происходит в 2019 году. Главная героиня, Дороти, — на вид обычная домохозяйка, состоящая в браке с сыном влиятельной предпринимательницы. Её похищают двое мужчин, но она сбегает от них и возвращается домой, отказавшись при этом обращаться в полицию. Выясняется, что Дороти живёт под вымышленным именем, скрываясь от своего предыдущего мужа — шерифа Роя Тиллмана, имеющего своеобразные представления о законности.
Тиллман снова пытается вернуть жену. Ему противодействуют двое агентов ФБР и странный человек по имени Оле Мунк, который когда-то обрёл бессмертие. В итоге шериф оказывается в тюрьме(что будет для него в итоге хуже смерти), а Дороти, наладившая отношения с властной свекровью, получает возможность дальше вести спокойную жизнь.

## В ролях
Основной состав
- Джуно Темпл — Дороти «Дот» Лион
- Дженнифер Джейсон Ли — Лоррейн Лион
- Дэвид Рисдал — Уэйн Лион
- Джо Кири — Гатор Тиллман
- Ламорн Моррис — Витт Фарр
- Рича Мурджани — Индира Олмстед
- Сэм Спруэлл — Оле Мунк
- Сиенна Кинг — Скотти Лион
- Дэйв Фоли — Дэниш Грейвз
- Джон Хэмм — Рой Тиллман

Второстепенный состав
- Лукас Гейдж — Ларс Олмстед
- Ребекка Лиддиард — Карен Тиллман
- Куджо Фиакпуи — Джером
- Джессика Поли — агент Мейер
- Ник Гомес — агент Хоакин
- Клер Култер — Ирма
- Пол Макджиллион — капитан Маскаваж
- Ян Бос — Винк Лион
- Майкл Коупмэн — Один Литтл
- Конрад Коутс — Боуман

## Список серий
| № общий | № в сезоне | Название                                                                   | Режиссёр      | Автор сценария              | Дата премьеры   | Зрители в США (млн) |
| ------- | ---------- | -------------------------------------------------------------------------- | ------------- | --------------------------- | --------------- | ------------------- |
| 42      | 1          | «The Tragedy of the Commons» «Трагедия общин»                              | Ной Хоули     | Ной Хоули                   | 21 ноября 2023  | 0,566               |
| 43      | 2          | «Trials and Tribulations» «Испытания и потрясения»                         | Ной Хоули     | Ной Хоули                   | 21 ноября 2023  | 0,311               |
| 44      | 3          | «The Paradox of Intermediate Transactions» «Парадокс промежуточных сделок» | Дональд Мёрфи | Ной Хоули                   | 28 ноября 2023  | 0,494               |
| 45      | 4          | «Insolubilia» «Неразрешимость»                                             | Дональд Мёрфи | Ной Хоули                   | 5 декабря 2023  | 0,424               |
| 46      | 5          | «The Tiger» «Тигрица»                                                      | Дана Гонсалес | Ной Хоули                   | 12 декабря 2023 | 0,451               |
| 47      | 6          | «The Tender Trap» «Нежный капкан»                                          | Дана Гонсалес | Ной Хоули и Боб ДеЛаурентис | 19 декабря 2023 | 0,457               |
| 48      | 7          | «Linda» «Линда»                                                            | Сильвен Уайт  | Ной Хоули и Эйприл Шин      | 26 декабря 2023 | 0,576               |
| 49      | 8          | «Blanket» «Одеяло»                                                         | Сильвен Уайт  | Ной Хоули и Томас Безуча    | 2 января 2024   | 0,461               |
| 50      | 9          | «The Useless Hand» «Бесполезная рука»                                      | Томас Безуча  | Ной Хоули                   | 9 января 2024   | 0,517               |
| 51      | 10         | «Bisquik» «Бисквик»                                                        | Томас Безуча  | Ной Хоули                   | 16 января 2024  | 0,601               |

## Создание и оценки
Проект был анонсирован в феврале 2022 года. Шоураннером, как и в предыдущих сезонах, стал Ной Хоули. В июне 2022 года стало известно, что главные роли получили Джон Хэмм, Джуно Темпл и Дженнифер Джейсон Ли. Премьерный показ проходил с 21 ноября 2023 года по 16 января 2024 года.
На сайте-агрегаторе отзывов Rotten Tomatoes сезон получил рейтинг 94 % со средней оценкой 8,5/10. Рецензенты с этого ресурса встретили пятый сезон как «возвращение к истокам», «превосходное возвращение к пиковой форме». На сайте Metacritic сезон получил 80 баллов из 100, что указывает на «в целом положительные отзывы».
Элисон Херман из Variety написала в своей рецензии: «Пятый сезон может показаться резким отходом от своих предшественников: эпопея об организованной преступности в стиле „Крёстного отца“ заменена менее масштабной борьбой домохозяйки за то, чтобы убежать от своих демонов». Станислав Зельвенский посчитал сезон излишне политизированным и шаблонно-карикатурным. По мнению Егора Козкина с «Фильм.ру», сезон несёт в себе, как и предыдущие, «фирменный юмор, саспенс, экшен, разрушение патриархальных и матримониальных устоев». Критик высоко оценил игру Джуно Темпл, героиня которой, по его словам, «продолжает традицию нетипичных женских персонажей антологии (Кирстен Данст, Мэри Элизабет Уинстэд) и предстаёт редким сплавом из Эллен Рипли („Чужой“), Джона МакКлейна („Крепкий орешек“), Кевина МакАллистера („Один дома“)».